# Andrew Jacobs (Politiker)

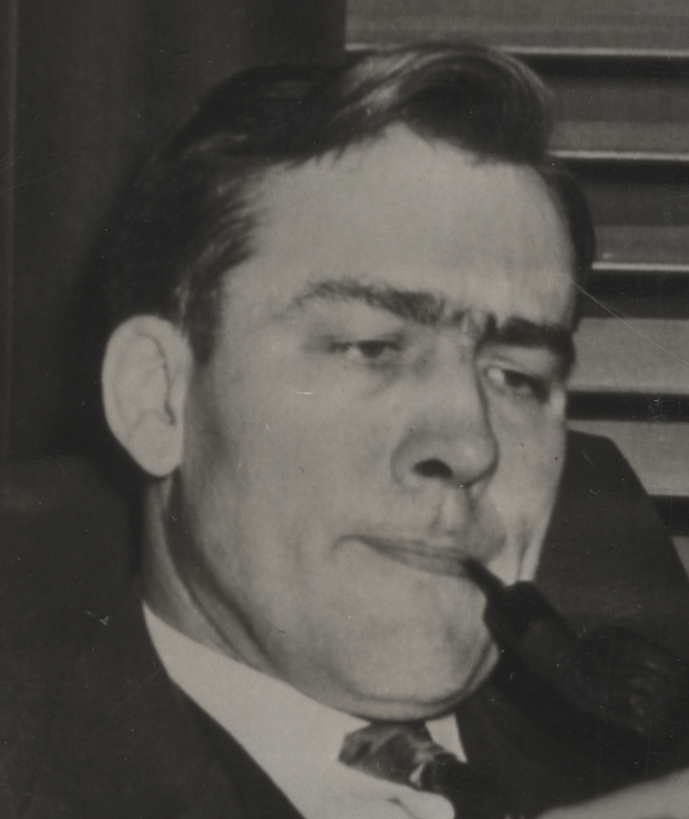
Andrew Jacobs (1949)

Andrew Jacobs (* 22. Februar 1906 bei Gerald, Perry County, Indiana; † 17. Dezember 1992 in Indianapolis, Indiana) war ein US-amerikanischer Politiker. Zwischen 1949 und 1951 vertrat er den Bundesstaat Indiana im US-Repräsentantenhaus.

## Werdegang
Andrew Jacobs war der Vater des 1932 geborenen Kongressabgeordneten Andrew Jacobs junior. Er besuchte die öffentlichen Schulen seiner Heimat und danach das Saint Benedict's College in Atchison (Kansas). Nach einem anschließenden Jurastudium an der Ben Harrison Law School in Indianapolis und seiner 1928 erfolgten Zulassung als Rechtsanwalt begann er in Indianapolis in diesem Beruf zu Zwischen 1930 und 1933 arbeitete er auch als Pflichtverteidiger.
Politisch war Jacobs Mitglied der Demokratischen Partei. Bei den Kongresswahlen des Jahres 1948 wurde er im elften Wahlbezirk von Indiana in das US-Repräsentantenhaus in Washington, D.C. gewählt, wo er am 3. Januar 1949 die Nachfolge von Louis Ludlow antrat. Da er im Jahr 1950 nicht bestätigt wurde, konnte er bis zum 3. Januar 1951 nur eine Legislaturperiode im Kongress absolvieren. Nach seinem Ausscheiden aus dem US-Repräsentantenhaus arbeitete Jacobs wieder als Anwalt. In den Jahren 1952 und 1956 nahm er als Delegierter an den jeweiligen Democratic National Conventions teil; von 1975 bis 1977 war er Strafrichter im Marion County. Andrew Jacobs starb am 17. Dezember 1992 in Indianapolis.